# Stam (scouting)
Een stam is bij scouting een groep (speltak/tak) van leden boven de 17 à 18 jaar. 

## België
Bij Scouts en Gidsen Vlaanderen en FOS Open Scouting wordt de naam Stam dikwijls gebruikt voor de oud-leiding die toch nog in zekere mate actief wil blijven binnen scouting. Zij staan niet meer actief in leiding, maar zij verzorgen onder andere activiteiten voor leiding of ondersteunen bij groepsactiviteiten.
Bij Europascouts - België wordt de naam Stam gebruikt voor een groep Voortrekkers, mannen vanaf 17 jaar of Voortreksters, vrouwen vanaf 16 à 17 jaar.

## Nederland
Bij Scouting Nederland wordt de naam Stam gebruikt voor een groep Roverscouts, leeftijd van 18 tot 21 jaar. Het wordt ook wel gebruikt voor een groep Plus-scouts, leeftijd vanaf 21 jaar, maar hier van is de officiële naam Kring sinds 2004.
De eerste stam in Nederland, De Utrechtse Zwervers,  werd in september 1919 opgericht. Eerst waren er Voortrekkersstammen voor de jongens en Pioniers/Pionierstersstammen voor de meisjes, vanaf de jaren zeventig van de twintigste eeuw werden dit meestal gemengde Pivo/Jongerentak stammen. 